# Miro Cerar
Miroslav Cerar, známý jen jako Miro Cerar, (* 25. srpna 1963 Lublaň) je slovinský politik, právník a univerzitní profesor, v letech 2018–2020 ministr zahraničí a místopředseda Šarecovy vlády. V letech 2014–2018 působil jako předseda vlády Slovinska.

## Osobní život
Narodil se roku 1963 v Lublani do rodiny gymnasty a právníka Miroslava Cerara (nar. 1939) a slovinské ministryně spravedlnosti a generální prokurátorky Zdenky Cerarové (1941–2013). Otec se stal dvojnásobným olympijským vítězem na koni našíř a trojnásobným mistrem světa.
Profesně působí jako řádný profesor na Právnické fakultě Lublaňské univerzity se zaměřením na filosofii práva. Dlouhodobě byl také ústavním expertem slovinských zákonodárných sborů, když se na počátku 90. let 20. století podílel na vzniku slovinské ústavy.

## Politická kariéra

### Vstup do politiky
Poté, co 5. května 2014 rezignovala na premiérský úřad Alenka Bratušeková, oznámil vstup do celostátní politiky. Dne 2. června 2014 založil nový politický subjekt nazvaný po své osobě Strana Mira Cerara (Stranka Mira Cerarja). Šest týdnů poté vyhrál červencové parlamentní volby, když si jeho strana připsala 36 z 90 poslaneckých křesel ziskem 34,61 % platných hlasů.

### Předseda vlády
Dne 19. července 2014 jej prezident republiky Borut Pahor nominoval do úřadu předsedy vlády. Tuto nominaci pak 25. srpna téhož roku schválila dolní komora Státní shromáždění a jmenovala Cerara designovaným premiérem, když v tajném hlasování obdržel 57 hlasů (o pět více než činila koaliční většina).
Jím sestavený trojkoaliční kabinet se ujal vlády 18. září 2014. Vyjma Strany Mira Cerara do něj vstoupily také Demokratická strana důchodců Slovinska (DeSUS) a sociální demokracie.

### Místopředseda vlády a ministr zahraničí
V předčasných červnových volbách 2018 do dolní komory, Státního shromáždění, kandidoval jako lídr Strany moderního středu. Subjekt skončil na čtvrtém místě se ziskem 9,75 % a deseti poslaneckými mandáty. Pro neschopnost vítěze, protiimigrační Slovinské demokratické strany expremiéra Janeze Janši, složit kabinet, schválil parlament 17. srpna 2018 Šarecovu premiérskou nominaci od prezidenta republiky. Většinu 55 poslanců z 90členného zákonodárného sboru mu zajistili vládní koaliční partneři a strana Levice v roli podporovatele kabinetu.
Pětičlennou koaliční vládu menšinového charakteru vytvořily Kandidátka Marjana Šarece, sociální demokracie (SD), Strana moderního středu, Aliance Alenky Bratušekové (expremiérky Bratušekové) a Demokratická strana důchodců Slovinska (DeSUS). Ve shromáždění na počátku volebního období disponovaly 43 mandáty. Nový středově orientovaný kabinet byl jako v pořadí třináctý jmenován 13. září 2018. Stal se tak vůbec první menšinovou vládou, s šestnácti členy, včetně dvou ministrů bez portfeje. Cerar získal posty místopředsedy vlády a ministra zahraničí.